# برت لار
برت لار (انگلیسی: Bert Lahr؛ ‏ ۱۳ اوت ۱۸۹۵ – ۴ دسامبر ۱۹۶۷) بازیگر و کمدین اهل ایالات متحده آمریکا بود. وی بین سال‌های ۱۹۲۵ تا ۱۹۶۷ میلادی فعالیت می‌کرد.
از فیلم‌ها یا برنامه‌های تلویزیونی که وی در آن نقش داشته‌است، می‌توان به جادوگر شهر از (در نقش شیر بزدل) و رز ماری اشاره کرد.